# 烏克蘭國家科學院自然歷史博物館

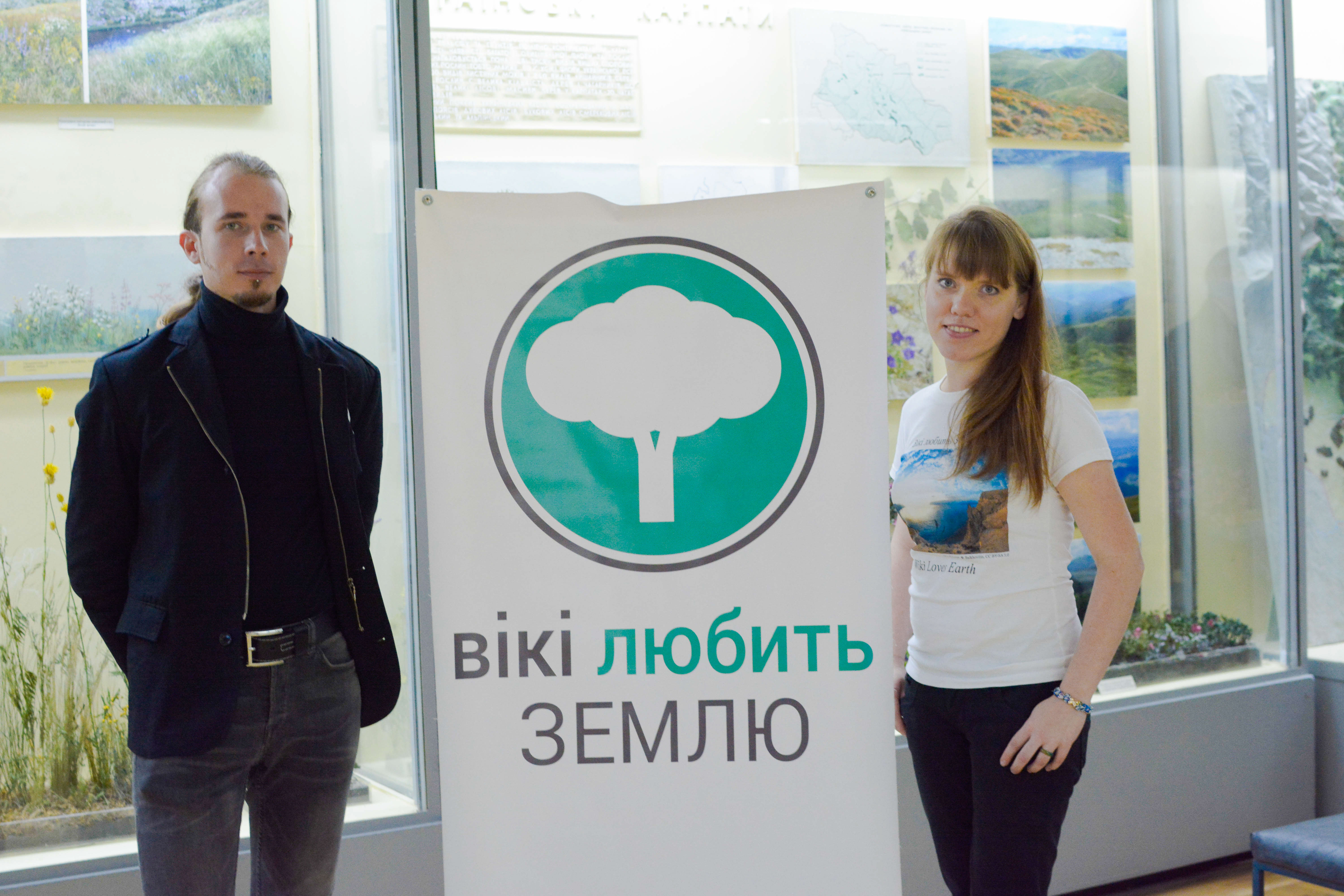
博物館中舉辦2017年維基愛地球的頒獎典禮

烏克蘭國家科學院自然歷史博物館（烏克蘭語：Національний науково-природничий музей НАН України）簡稱NNPM（ННПМ），是烏克蘭基輔的自然歷史博物館，為一大型研究型博物館。

## 歷史
烏克蘭國家科學院自然歷史博物館建於1966年，由乌克兰苏维埃社会主义共和国部長會議通過成立，首任館長為動物學家伊萬·皮多普利奇科。1978年至2008年由地質學家葉文·什紐科夫擔任館長，2008年現任館長生態學家伊戈爾·葉梅利揚諾夫上任。
博物館的大樓為1910年代奧爾吉娜女子中學擴建時建造，第一次世界大戰後歸新成立的烏克蘭國家科學院，1928年正式落成，為一新古典主義建築。1996年12月10日博物館獲國家級地位。
此博物館包括地質學、考古學、動物學、植物學與古生物學五大分部，共有超過3萬件藏品，24個展廳，佔地8000平方公尺。

## 期刊
烏克蘭國家科學院自然歷史博物館發行《國家自然歷史博物館學報》（ISSN 2219-7516）。

## 圖集

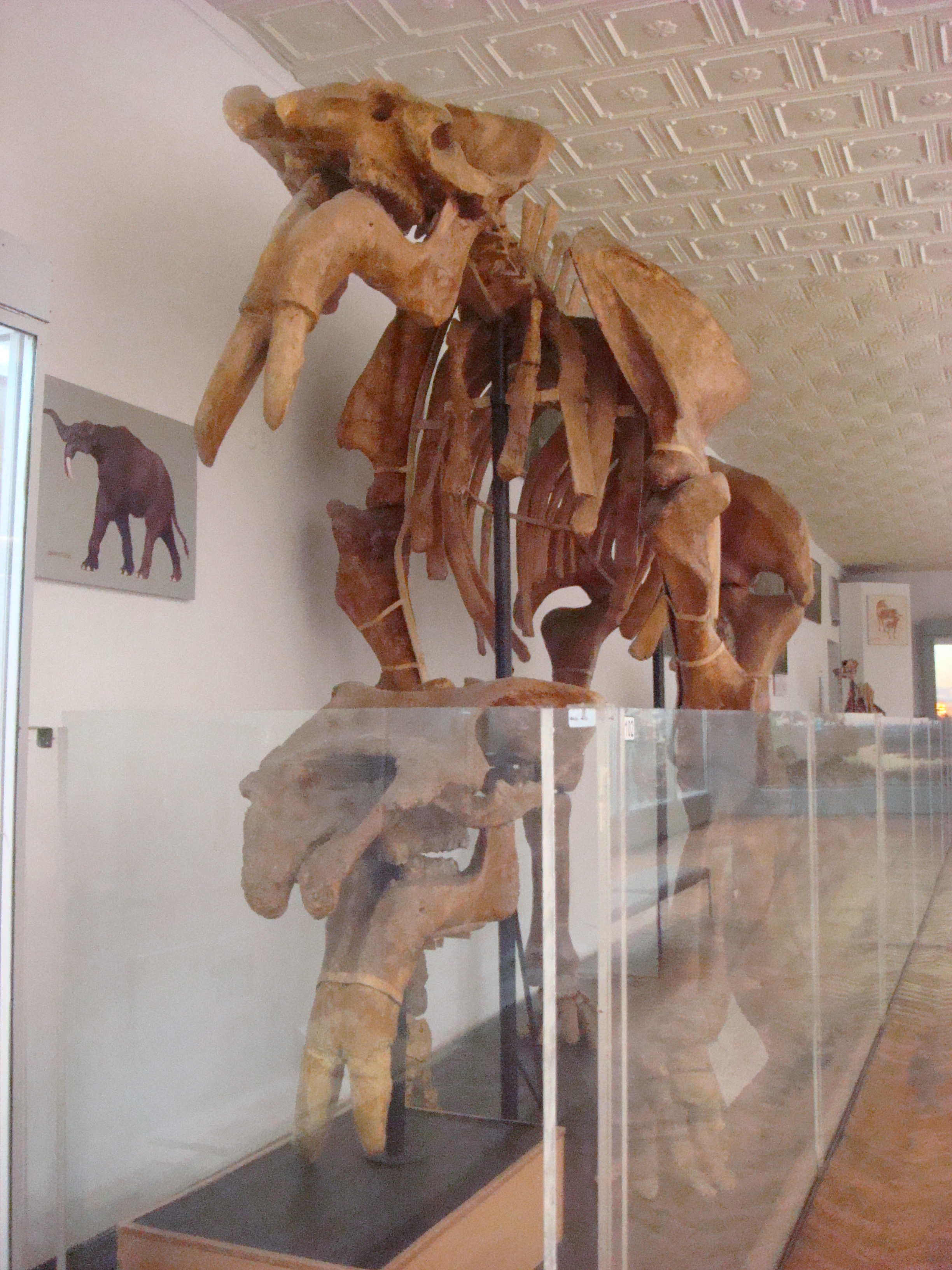
恐象標本
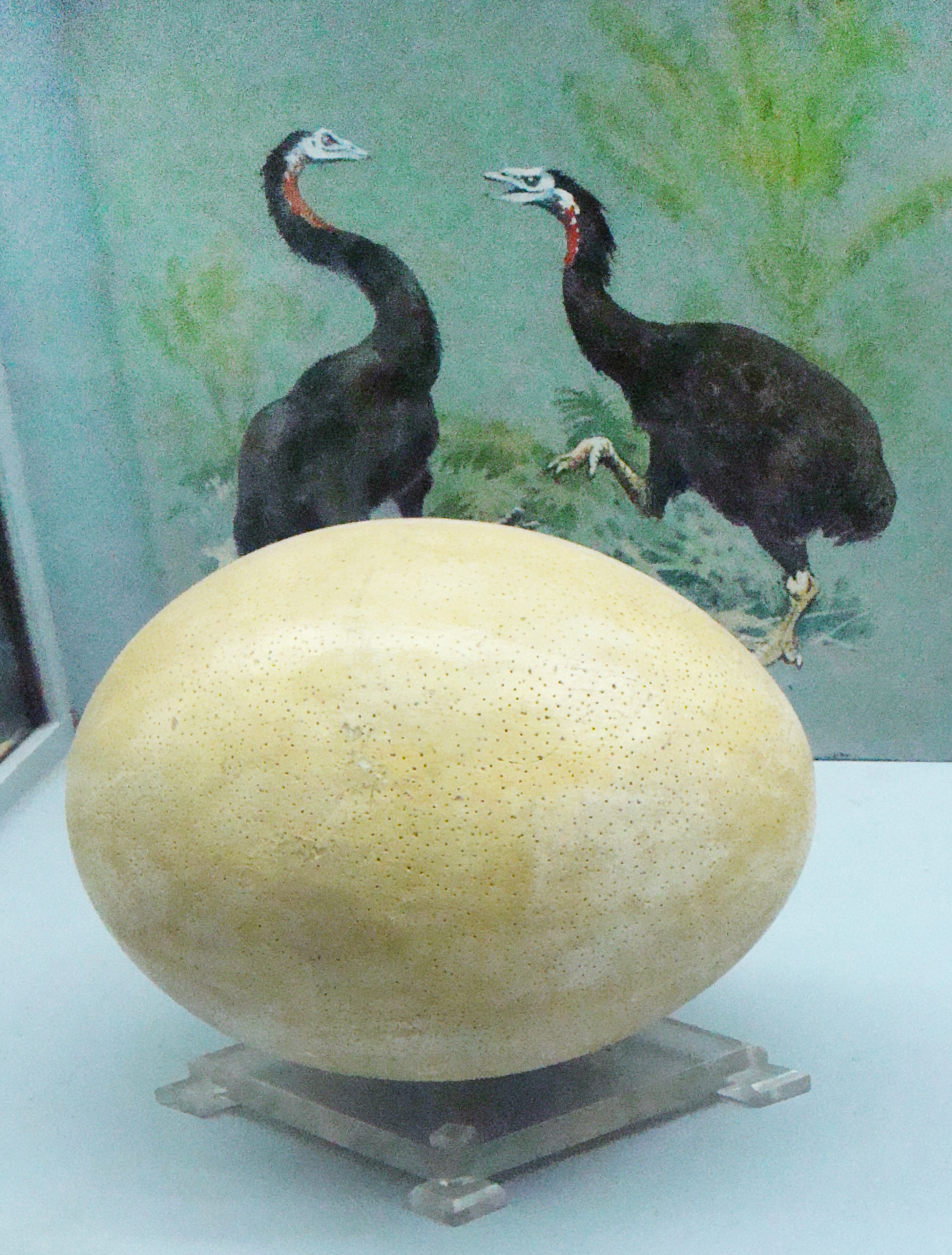
象鳥的蛋
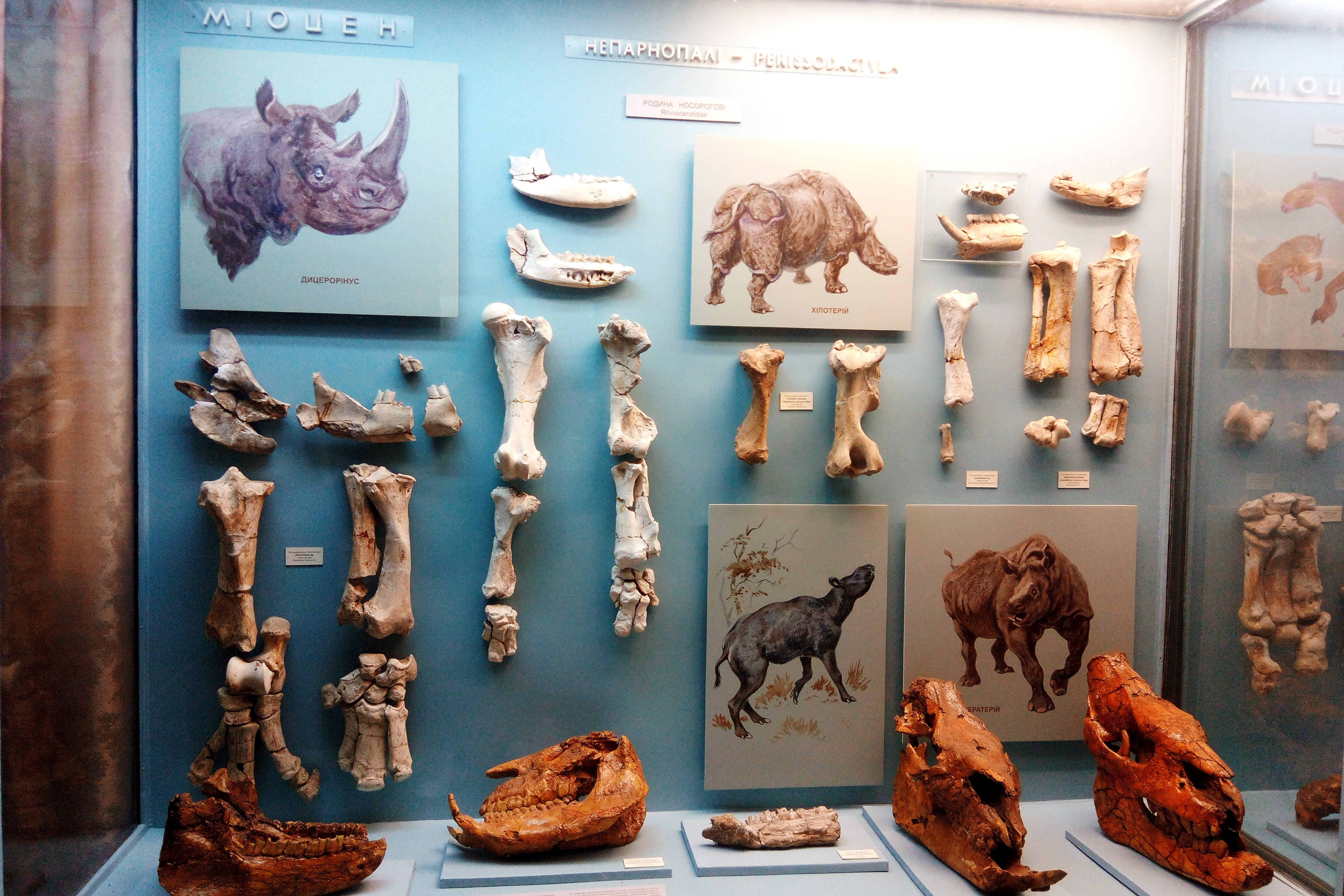
古生物學展廳
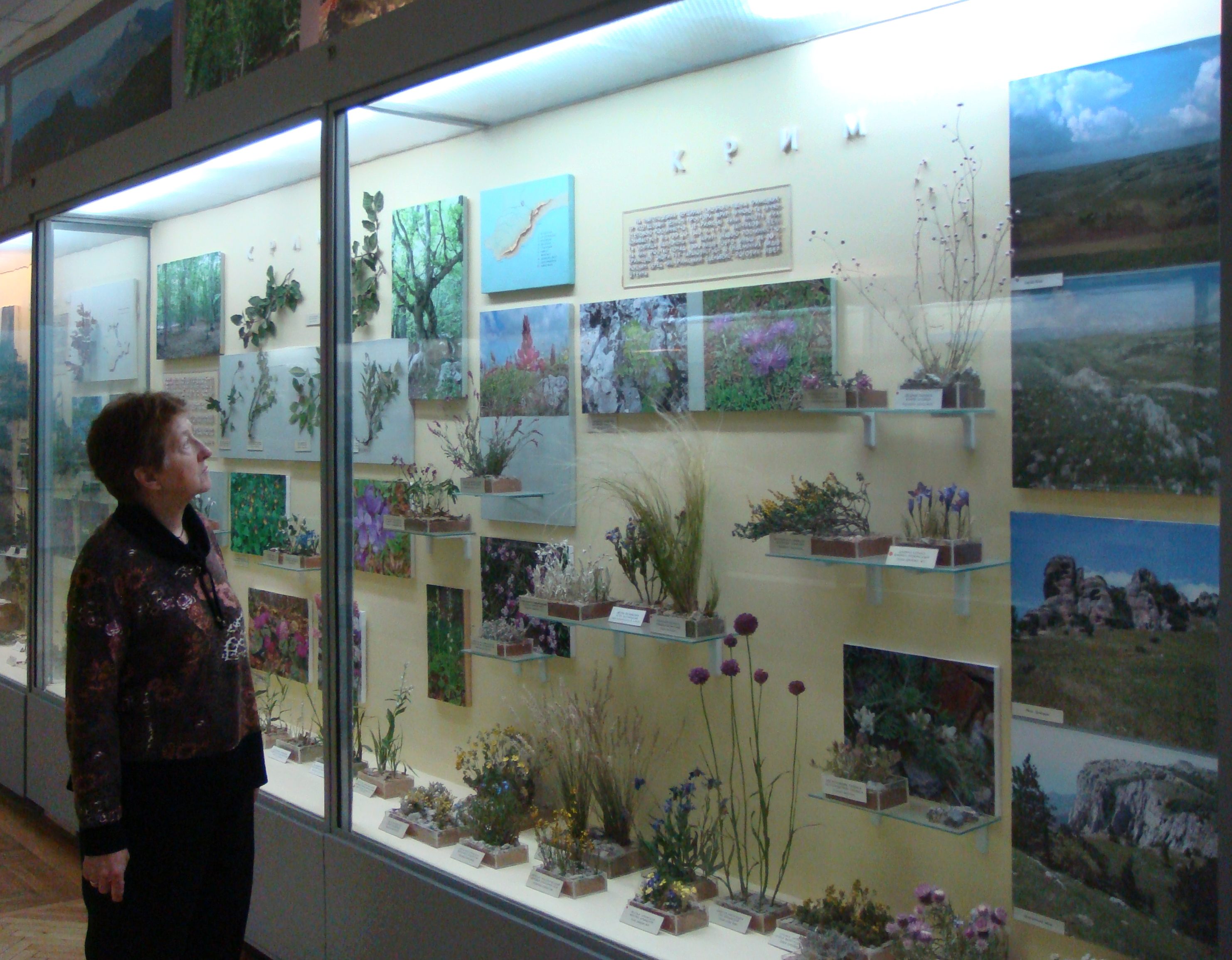
植物學展廳
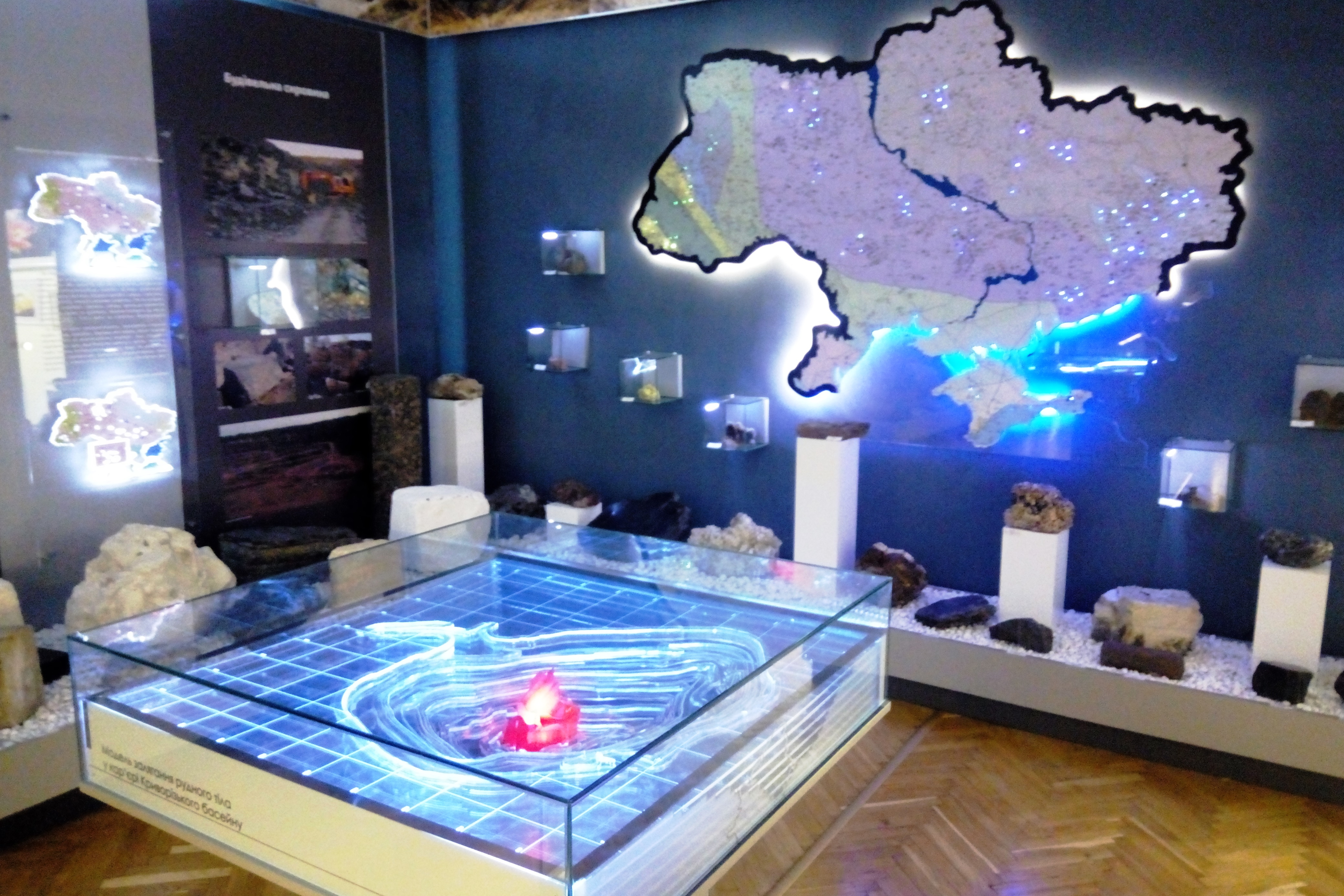
地質學展廳